# もこもこBOX
『もこもこBOX』（もこもこぼっくす）は、☆画野朗による日本の4コマ漫画作品。まんがタイムきららキャラットの2009年10月号から2013年3月号まで連載されていた。

## あらすじ
様々な種類の獣人が通う「もこもこ小学校」の、寮と小学校を舞台としたお話。絵本のような優しい世界が描かれている。

## 登場人物

### 児童
カッチ
猫型の獣人で5年生。元気で少しお調子者な女の子。4年生まで暮らしていた寮が改装工事のためキューが寮長代理を務める寮にラビと共に引っ越してきた。
ラビ
兎型の獣人で5年生。穏やかで微笑みの耐えない女の子。カッチとラビはとても仲良し。
マメ
犬型の獣人で1年生。人懐っこい男の子。キューの寮に、カッチとラビの少し後に入った。はじめのうちは小学生になったことに自覚がなかった。

### 教師
キュー
狐型の獣人。小学校の教師兼寮長代理で、カッチとラビとは二人が幼少のころからの知り合い。マメのいる1-2クラス担当。尻尾がとても弾力があり、年齢問わず虜になる人が絶えない。

## 書誌情報
芳文社より まんがタイムKRコミックス 全2巻 
1. 2011年9月27日発売 2011年10月12日発行 ISBN 978-4-8322-4069-8
2. 2013年3月27日発売 2013年4月11日発行 ISBN 978-4-8322-4278-4